# Nabo til Nordpolen
|  | Denne artikel er oprettet af botten PalnaBot ud fra en ekstern database. Den kan derfor have sproglige fejl eller mangler. Denne skabelon kan fjernes efter kontrol af indholdet. |

Nabo til Nordpolen er en film instrueret af Teit Jørgensen efter manuskript af Teit Jørgensen.

## Handling
Dokumentarfilm der giver et overblik over det grønlandske samfund som det tager sig ud nu hvor landet forsøger at holde nyt og gammelt i balance.